# Лесли, Юрий Фёдорович
Ю́рий Фёдорович Ле́сли (? — 1737) — русский военный деятель из рода Лесли, генерал-майор (1735).

## Биография
Юрий Фёдорович родился в семье полковника Фёдора Александровича (Авраамиевича) Лесли, сына Александра Ульяновича Лесли, генерала времён царя Алексея Михайловича.
В 1703 году произведён в чин поручика, принимал участие в сражениях Великой Северной войны. В 1718 году, с производством в полковники, назначен командиром Олонецкого драгунского полка. В 1718—1722 годах, вместе с полком, принимал участие в строительстве Ладожского канала. С началом войны за польское наследство, во главе полка входил в корпус генерал-аншефа Петра Ласси, участвовал в осаде Данцига.
Граф Миних, назначенный командующим корпусом, осаждавшим Данциг, передал под начало полковника Лесли оперативный резерв в 1289 человек в составе Олонецкого, Великолуцкого драгунских полков и казаков. 16 (27) мая 1734 года Лесли участвовал в бою с французским отрядом, пытавшимся пробиться в Данциг через позиции Олонецкого полка. В этом бою французы потеряли 232 человека, потери русских драгун составили 8 убитыми и 28 ранеными. Граф Миних отметил полковника — за действия при осаде Данцига, Юрий Фёдорович был произведён в чин генерал-майора. Граф писал императрице Анне: «Приехал я сюда сей ночи в десятом часу, а сего числа по утру, в десятом же часу, французы из Мюнде атаковали наши ретраншаменты сильно, и в то время выступило из города около двух тысяч с пушками на нас с леваго крыла; а сколько французов было подлинно — известится не можно, понеже они ту атаку учинили в густом лесу, и переступили было уже через нашу засеку до самаго ретраншамента, где их командир убит, у котораго и кавалерия взята и при сем, всеподданейше припадая к стопам Вашего Императорскаго Величества, оную прилагаю; а с нашей стороны побито малое число, и из штаб и обер-офицеров, сколько поныне известен, никого не убито, а у французов в лесу побитых немалое число. И как они выступили, то по них из наших ретраншаментов гнали до самой крепости Вексельмюнде, и не дали им квартир. Олонецкаго драгунскаго полка полковник Леслий, который команду имел за генерал-маиора, весьма храбро при том поступил, и сам ранен легко, а лошадь под ним в шею прострелена, — и весьма достоин дабы Вашего Императорскаго Величества высокою милостью пожалован был настоящим генерал-маиором».
В начале января 1735 года, во время действий против армии графа Тарло, генерал-майор Лесли был назначен командиром отряда, наступавшего на Ярослав и Львов. В мае 1735 года, когда шла подготовка к Рейнскому походу, Лесли был назначен заместителем генерал-лейтенанта князя Григория Урусова, назначенного командовать вторым корпусом, который должен был отправиться на Рейн. Из-за приближавшейся войны с Турцией, отправка корпуса не состоялась.
С началом войны с Турцией 1735—1739 годов Лесли в капанию 1736 года участвовал в крымском походе графа Б. Миниха, участвовал штурме Перекопа и разорении Гезлёва и Бахчисарая. В 1737 году генерал-майор находился в обороне Украинской линии у Переволочны. В феврале 40-тысячная армия крымского хана атаковала Украинскую линию. Под началом Лесли находилось только 100 человек, которые приняли бой, но не смогли задержать натиск татар. В этом бою генерал-майор Юрий Фёдорович Лесли погиб, а его сын Егор Юрьевич, служивший вместе с отцом, попал в крымский плен.